# Li Ji (nuotatrice)
Li Ji (李季S; Yunnan, 9 luglio 1986) è un'ex nuotatrice cinese.

## Carriera
Ha vinto la medaglia d'argento nella staffetta 4x200m stile libero alle Olimpiadi di Atene 2004, gareggiando però solo in batteria.

## Palmarès
- Giochi olimpici

Atene 2004: argento nella 4x200m stile libero.